# Teatro Concordia (Borgo Maggiore)
Il Teatro Concordia è un teatro di San Marino e si trova a Borgo Maggiore, un tempo insieme al Teatro Titano era uno dei teatri più prestigiosi della repubblica. Il teatro ha una capienza di 402 posti.